# Perry Robinson
Pour les articles homonymes, voir Robinson.
Perry Morris Robinson, né le 17 septembre 1938 à New York et mort le 2 décembre 2018 à Jersey City, est un clarinettiste de jazz et compositeur américain.

## Biographie
Perry Morris est le fils du compositeur Earl Robinson.
Perry Robinson grandit à New York et fréquente l'école Lenox School of Jazz au Massachusetts, à l'été 1959. Son premier disque, Funk Dumpling (avec Kenny Barron, Henry Grimes, et Paul Motian) est enregistré en 1962. Il est également apparu avec H. Grimes sur The Call, en 1965. Robinson effectue son service dans un ensemble militaire américain dans les années 1960. Depuis 1973, il a travaillé avec Jeanne Lee et le Galaxie Dream Band de Gunter Hampel. Il a participé à l'album de Dave Brubeck, Two Generations of Brubeck et joué avec l'ensemble de klezmer hollandais de Burton Greene, Klezmokum. Il est le clarinettiste vedette sur le vinyle d'Archie Shepp, intitulé « Mama Too Tight » pour Impulse Records. Il dirige ses propres ensembles au concert et au disque, avec des albums sur les labels Chiaroscuro, WestWind et Timescraper. Plus récemment, il a travaillé avec William Parker et Walter Perkins pour Bob's Pink Cadillac et plusieurs disques sur le label CIMP.
Entre 1975 et 1977, Perry Robinson est membre d'un ensemble appelé Clarinet Contrast, mettant en vedette les joueurs de clarinette allemands Theo Jörgensmann et Bernd Konrad. Il a enregistré avec Lou Grassi comme un membre de sa PoBand, depuis la fin des années 1990 et avec Lou Grassi, Wayne Lopes et Luke Faust pour « The Jug Jam », une improvisation. Il joue dans un trio de free jazz et de world music avec le joueur de tabla Badal Roy et le contrebassiste Ed Schuller, avec lequel il enregistre le disque Raga Roni. Il a joué avec Dave Brubeck et Muruga Booker dans le trio de jazz MBR. Perry Robinson a également joué un rôle essentiel dans la formation de « Cosmic Legends », un ensemble centré sur la musique improvisée au concert, dirigée par le compositeur et pianiste Sylvie Degiez. Cet ensemble comprend les musiciens Rashied Ali, Wayne Lopes, Hayes Greenfield et Michael Hashim parmi d'autres. En 2005, il est présent sur l'album de son cousin, Jeffrey Lewis, intitulé « Ville et chansons d'orient » (City and Eastern Songs) sur Rough Trade Records, produit par Kramer. Son plus récent disque est OrthoFunkOlogy en 2008 avec l'ensemble Free Funk, auquel participent Muruga Booker, Badal Roy et Shakti Ma Booker.
Son autobiographie, Perry Robinson: The Traveler (écrit avec Florence F. Wetzel), a été publiée en 2002.

## Discographie

### Artiste principal
- 1962 : Funk Dumpling (Savoy)
- 1978 : Kundalini (Improvising Artists)
- 1978 : The Traveler (Chiaroscuro Records)
- 1989 : Nightmare Island: Live at the Leverkusener Jazztage (WestWind)
- 1990 : Call to the Stars – Perry Robinson Quartet (WestWind)
- 1998 : Angelology - Perry Robinson Quartet (Timescraper CD 9613)
- 2003 : Still Traveling - Perry Robinson Quartet (WestWind WW2139)
- 2005 : Children's Song - Perry Robinson Trio (Konnex KCD 5149) (enregistrement 1990)
- 2005 :  The Gone Orchestra Presents: Perry Robinson and the Eternal Flame (Mahaffay Musical Archives)
- 2009 : Two Voice in the Desert - Perry Robinson et Burton Greene (Tzadik Records)
- 2010 : Mystic Overflow duet with Muruga Booker - Sagitarius/Qbico Records

### Aux côtés d'autres musiciens
- Mouvement - Patrick Favre and Perry Robinson - 1996, Bleu Regard CT1952
- The Call - Henry Grimes - 1965, ESP-Disk
- Mama Too Tight - Archie Shepp 1966, Grp Records UPC 011105024822
- Bunky & Jake 1968, Mercury Records
- It Crawled into My Hand, Honest - The Fugs Reprise RS-6305 / Transatlantic 181 / Edsel XED-181 – 1968
- L.A.M.F. - Bunky & Jake 1969 Kiribati Productions
- Liberation Music Orchestra (1969)
- Escalator over the Hill - JCOA EOTH or 839 310 - novembre 1968 - juin 1971
- Jake & The Family Jewels - Jake & The Family Jewels - Polydor 244029 - 1970
- I'm The One - Annette Peacock RCA 6025 – 1972
- Impulsively! – Various Artists 1972 Impulse Records
- Numatik Swing Band - Roswell Rudd & The Jazz Composer's Orchestra - JCOA Records, 1973
- Conspiracy - Jeanne Lee – 1974
- Poum - Composers Collektive (Perry Robinson, John Fischer (piano), Mark Whitecage, Laurence Cook, Mario Pavone) (1974)
- Secret Sauce – Skyking Columbia 33367 – 1975
- Interface - John Fischer (avec Mark Whitecage, Perry Robinson Armen Halburian, Rick Kilburn, John Shea, Jay Clayton & Laurence Cook) (1975)
- Live at Environ - John Fischer (avec Perry Robinson & Rick Kilburn) (1975)
- Environ Days - John Fischer (avec Lester Bowie, Perry Robinson, Charles Tyler, Marion Brown, Arthur Blythe & Phillip Wilson) (recorded 1970's, Released 1991)
- I Wanna Play for You - Stanley Clarke – 1977, Sony UPC 074646429525
- It Just So Happens - Ray Anderson 1978, Enja UPC 063757503729
- You Better Fly Away - Clarinet Summit (with John Carter, Gianluigi Trovesi, Theo Jörgensmann, Bernd Konrad, Ernst-Ludwig Petrowsky, Didier Lockwood, Stan Tracey, Eje Thelin, Kai Kanthak, J.F. Jenny-Clark, Günter "Baby" Sommer, Aldo Romano) (1979)
- Mr. Playdough Man - Cool and the Clones, Ejaz (cassette) - 1979 - 1983
- Celestial Glory - Gunter Hampel & His Galaxie Dream Band 1981
- Inscapes - Gunter Hampel, Birth BVNT05 (vidéo)
- Live in Eastern Europe - John Fischer (1983)
- Licorice Factory (1986) - Licorice Factory
- Songs Of The Working People - Flying Fish 483 – 1988
- Materialized Perception - German Clarinet Duo (1992)
- Jew-azzic Park - Klezmokum (1994)
- Pogressions - Lou Grassi (1995)
- ReJew-Venation - Klezmokum (1998)
- Pushin' 30 - Eli Yamin, Yamin Music - 1998
- The Best of Kilopop! - Chris Butler, Future Fossil Music DIG4-CD/FF – 2000
- New Prohibition: A Music History of Hemp (Various Artists) - Viper Records – 2001
- Klezmokum: Le Dor Va Dor - BVHAAST 0700 – 2001
- Bob's Pink Cadillac - William Parker Clarinet Trio – 2002 Eremite Records UPC: 723724625129
- ComPOsed - Lou Grassi's PoBand/John Tchicai 2002
- Buzzy Linhart Presents the Big Few (2003) - Buzzy Linhart
- Kundalini Rhapsody - Muruga Booker, Dr. Dennis Chernin, & Perry Robinson – 2003, Think
- One Global Village - Global Village Ceremonial Band – 2005, Qbico
- Honeysuckle Dog - Chris Smither  2004, Okra-tone Records UPC 691874497128
- Invisible Cities - Steve Swell/Perry Robinson 2004
- Rarum Xv - Carla Bley 2004 ECM Records UPC: 044001420825
- Holy Ghost: Rare & Unissued Recordings (1962-70) (2004) - Albert Ayler (Interviewee) Revenant Records UPC: 630814021320
- Children Song - Children Song 2005 Konnex UPC: 4017867030978
- Free Funk – Free Funk (2005) Self-Titled LP on Qbico Records
- Carnival Skin - Perry Robinson, Peter Evans, Bruce Eisenbeil, Hilliard Greene, Klaus Kugel - Nemu Records - 2005
- Impulse Story - Archie Shepp, Impulse Records, 2006 UPC 602498551165
- Still Travelling - West Wind Records  – 2006 UPC 614511742122
- First Blues - Allen Ginsberg – (2006) Water UPC 646315716627
- Muruga & The Global Village Ceremonial Band - (2005) Self Titled, LP Qbico Records
- House That Trane Built: Story Of Impulse Records - Various Artists (2006) Impulse Records UPC 602498562833
- The Soul In The Mist - Andrea Centazzo, Perry Robinson & Nobu Stowe (2007) Ictus Records
- Hommage an Klaus Kinski - Nobu Stowe-Lee Pembleton Project  (2007) Soul Note Records
- A Long Story - Anat Fort (ECM, 2007)
- Ancestors, Mindreles, Nagila Monsters - Klez-Edge  (2008) Tzadik UPC: 702397812722
- OrthoFunkOlogy – Free Funk (2008) Musart
- Three Neighbours - (Gerald Achee, Perry Robinson et Joel Chassan, 2009)